# Іоанн V (герцог Гаетанський)
Іоанн V (*бл.1010—†бл.1040), герцог Гаетанський (1012—1032), син герцога Іоанна IV та його дружини Сігельгайти, дочки неаполітанського дуки Іоанна IV, сестри Сергія IV.
Був дитиною на час спадкування престолу, дехто навіть вважає, що він народився після смерті батька. За право регентства боролись його дядько Лев та баба Емілія. З 1014 по 1024 Лев був співправителем, після чого залишив владу, утік до Ітрі та передав регентство Емілії. У 1027 Іоанн надав притулок Сергію IV, якого неаполітанці вигнали з міста. Після цього Іоанн і Сергій найняли норманського ватажка Райнульфа Дренгота, щоб відвоювати Неаполь.
Пізніше Райнульф об'єднався з князем Капуанським Пандульфом IV для боротьби з Іоанном і Сергієм. У 1032 Пандульф завоював Гаету, а Іоанн утік, проте намагався контролювати землі довкола міста.